# Gunilla Hammar
Gunilla Hammar, född 13 september 1962 i Uppsala. Utbildad vid Balettakademien i Stockholm 1981 - 1984 och på Graham School i New York 1985.
Medverkade under 80-talet i krogshower med bland annat Christer Lindarw After Dark på Hamburger Börs.
1987 anställdes hon i Cullbergbaletten, där hon verkade tills hon gick i pension 2005.
Gunilla Hammar dansade i de flesta verk på repertoaren, i koreografier av till exempel:
- Birgit Cullberg
- Mats Ek
- Jiří Kylián
- Billy Forsyth
- Ohad Naharin

med flera.
Hon hade bärande roller i Mats Eks baletter:
- Giselle i "Giselle"
- Mamman i "Törnrosa"
- Drottningen/Födelsedagspresenten i Svansjön

I dag är hon frilansande dansare/pedagog och undervisar på bland annat Danshögskolan, Balettakademien och Base23 i Stockholm.